# アニ文字
アニ文字（英: Animoji）とは、Apple社の2017年に発売されたスマートフォンであるiPhone Xで初めて搭載された機能である。
TrueDepthカメラの顔認識の技術を活用して、自分の表情と音声をブタ・パンダ・ネコ・イヌ・ロボットなど16種類に置き換えて表現することが可能でiMessageで使用できる。アニ文字の作成はiPhone X以降のTrueDepth搭載端末(2020年11月現在ではiPhone XS、11シリーズ、11 Proシリーズ、12シリーズ、12 Proシリーズ、11インチiPad Pro及び第3世代以降の12.9インチiPad Pro)で使用可能 
だが、アニ文字の受信や再生、動画の保存はその他のiPhoneでも可能である。